# Rosa potentilliflora
Rosa potentilliflora es una especie de planta del género Rosa, de la familia Rosaceae.

## Taxonomía
Rosa potentilliflora fue descrita por Chrshan. y Popov en 1949.

## Distribución
Se encuentra en el territorio de Kazajistán.